# Векслер Сергій Мейлехович
Сергій Мейлехович Векслер (нар. 22 травня 1961 (63 роки) , Вінниця ) — радянський і російський актор театру і кіно українського походження, театральний режисер, режисер з пластики, театральний педагог. Заслужений артист Росії (2020).

## Життєпис
Сергій Векслер народився в місті Вінниці (Українська РСР). З 4 до 8 років жив у Жовтих Водах (Україна). Після закінчення школи не вступив до театрального інституту. Пройшовши службу в армії, зробив другу спробу і в 1982 став студентом Школи-студії МХАТ, акторський факультет, якої закінчив в 1986 році (курс Андрія Мягкова і Олега Єфремова; педагоги — Н. Л. Скорик, А. Б. Покровська, А. В. Вознесенська, А. Н. Петрова).
З 1986 по 2000 рр. працював в театрі МХАТ імені А. П. Чехова. Співпрацював з Театром Романа Віктюка і театральним агентством «БалАст».
З 2016 року — актор Театру на Таганці.
Дружина — Юлія Векслер, одна дитина.

## Творчість

#### Ролі в театрі
- 2018 — «Добра людина з Сезуана» — Поліцейський (Бертольт Брехт, Переклад з німецької Ю. Юзівського і Е. Іонової, вірші в перекладі Б. Слуцького. Режисер — Юрій Петрович Любимов / Московський Театр на Таганці)
- 2017 — «Майстер і Маргарита» — Понтій Пілат (М. А. Булгаков. Режисер — Юрій Петрович Любимов / Московський Театр на Таганці)
- 2017 — «ЧАЙКА 73458» — Ілля Опанасович Шамраєв (А. П. Чехов. Режисер: Дайнюс Казлаускас / Московський Театр на Таганці)
- 2005 — Майстер і Маргарита — Воланд (режисер В. Белякович / Русский Независимый театр)
- 2004 — Дама з камеліями — Жорж Дюваль / батько Армана (режисер М.. Скорик / ТА «Бал Аст»)
- 2001 — Адам і Єва — Люцифер (режисер А. Кірющенко / антреприза)
- 1998 — Максиміліан Стовпник — Алік Газієв (постановка М. Єфремов / МХАТ ім. А.Чехова)
- 1997 — Маленькі трагедії. Частина перша — Іван (режисер Р. Козак / МХАТ ім. А.Чехова)
- 1995 — Арена — Орландо (режисер С. Векслер / МХАТ ім. А.Чехова)
- 1987 — Федра — Тезей (режисер Р. Віктюк / Театр на Таганці)
- 1987 — Дрібний біс — недотикомка (режисер Р. Віктюк / Театр «Современник»)
- 1986 — «Вестсайдська історія» — Бернардо (режисер М.. Скорик / Школа-студія МХАТ / дипломна вистава)
- 1986 — «Дві п'єси Ніни Садур» — Машиніст (Н. Садур. Режисер: В. Биков / Театр «Ленком»)

### Постановки в театрі
- 2002 — «Кіт у чоботях» (Казка в стилі реп) (спільно з Романом Віктюком / Театр Романа Віктюка)
- 1995 — «Арена» (МХАТ ім. А.Чехова)

### Другий режисер в театрі
- 2004 — «Веселі хлопці» (постановка — В. Крамер / ТА «Бал Аст»)

### Режисер по пластиці
- 1997 — Маленькі трагедії. Частина перша (режисер Р. Козак / МХАТ ім. А.Чехова)
- 1996 — Гроза (режисер Д. Брусникин / МХАТ ім. А.Чехова)
- 1995 — Арена (режисер С. Векслер / МХАТ ім. А.Чехова)
- 1994 — Борис Годунов (режисер О. Єфремов / МХАТ ім. А.Чехова)
- 1993 — Урок чоловікам (режисер М. Єфремов / МХАТ ім. А.Чехова)
- 1993 — Плач в жменю (режисер Д. Брусникин / МХАТ ім. А.Чехова)
- 1992 — Урок дружинам (режисер М. Єфремов / МХАТ ім. А.Чехова)
- 1990 — Милий, скільки отрути покласти тобі в каву? (Режисер Р. Віктюк / Театр драми ім. Горького (г. Нижний Новгород))
- 1990 — Дама без камелій (режисер Р. Віктюк / Театр ім. Євг. Вахтангова)
- 1989 — Уроки майстра (режисер Р. Віктюк / Театр ім. Євг. Вахтангова)
- 1989 — Аксентій Іванович сердиться (режисер М. Єфремов / Театр «Современник-2»)
- 1988 — Чорний, як канарка (режисер Р. Віктюк / Московський обласний театр драми)
- 1988 — Тьма (режисер Р. Тугуши / Театр «Современник-2»)

### Ролі в кіно
- 2015—2016 — Кухня — Андрій Миколайович Дягілєв, мільярдер, батько Микити
- 2014 року — Чорне море — Бабай
- 2010 — Повернення в «А»
- 2009 — О, щасливчик! — Раміз
- 2009 — Антикілер Д. К. — Ренат Валентинович Литвинов
- 2008 — Сплячий і красуня& — Михайло
- 2008 — Непереможний — Микола Георгійович Уколов
- 2007 — Ярик — «Пан»
- 2007 — Консерви — «Кум»
- 2006 — Зрушення — Максимов
- 2003 — Антикілер 2: Антитерор — Ренат Валентинович Литвинов
- 2002 — Антикілер — Ренат Валентинович Литвинов
- 1998 — Коханці вмирають — «великий містик»
- 1997 — Мамо, не горюй — Ринат
- 1996 — Шрам (Cicatriz) — марсіан
- 1995 — Чоловік талісман — Махмуд
- 1994 — Листи в минуле життя
- 1992 — Щоб вижити — Микола
- 1992 — Великий мурашиний шлях
- 1990 — «Полювання на сутенера» — Костянтин
- 1988 — «Крок»
- 1988 — «Історія однієї більярдної команди» — Мамерто
- 1988 — «Дружина керосинника» — «Гермес»
- 1988 — «Воля Всесвіту» — Гуру
- 1986 — «Ягуар» — «Ягуар»
- 1984 — Щаслива, Женька! — пацієнт травматологічного відділення
- 1983 — «Розставання» — Роберт Галдана в молодості

### Телесеріали
- 2021 — Без тебе (Україна) — Зубов
- 2020 — Чужі діти (Україна) — Віктор
- 2018 — Добровольці (Україна) — Левані Костава
- 2017 — Готель Елеон — Андрій Дягілєв
- 2015 — Кухня — Андрій Дягілєв
- 2014 року — Розшук (телесеріал) — Прокурор
- 2014 року — Останній яничар — Аблімед
- 2013 — Двоє з пістолетами
- 2013 — Учитель в законе. Повернення — Вагон
- 2013 — Поцілуйте наречену — Сергій Сергійович
- 2013 — Колишня дружина — Антон Юрійович Звягінцев
- 2013 — Кремень. Звільнення — Полковник ГРУ Дмитро Олексійович Воронов
- 2013 — Топтуни
- 2012 — Кремень — Полковник ГРУ Дмитро Олексійович Воронов
- 2011 — Бомба — Святий
- 2011 — Полювання на беркута — Аримин
- 2011 — СОБР — Підполковник міліції, командир СОБР Віктор Пантелійович Максимов
- 2010 — Братани — Горб
- 2009 — Господиня тайги — Прохор Петрович Прохоров
- 2009 — Пропоновані обставини — Слідчий
- 2009 — Правила угону
- 2009 — Повернення Синдбада — Штефан Грандінетті
- 2008 — Трюкачі
- 2008 — Даішники (серія «Око за око») — Ігор Гамбарін
- 2007 — Сава Морозов — Сава Тимофійович Морозов
- 2006 — Забійна сила 6 («Мис доброї надії») — Смирнов
- 2006 — Російський переклад — полковник Дмитро Геннадійович Громов
- 2006 — Хто в домі господар? (серія «висипного реакція») — замовник
- 2005 — Моя прекрасна нянька-5 (97-я серія «Мрія поета») — Анатолій
- 2005 — Молоді й щасливі — начальник служби безпеки
- 2005 — Єсенін — слідчий ЧК
- 2005 — Даша Васильєва. Любителька приватного розшуку-4 («Хобі бридкого каченяти»)
- 2005 — Повернення «Титаніка» -2 — Тарас
- 2005 — Авантюристка (телесеріал) — Рустам
- 2004 — Стилет-2 — полковник Байдуков
- 2004 — Тільки ліки — Микола Дубов
- 2004 — Конвалія срібляста — командир
- 2004 — Кавалери «Морський зірки» — майор держбезпеки Єгор Ушаков
- 2002 — Каменська 2 (фільм «Чоловічі ігри») — Євген Паригін / Зотов
- 2002 — Марш Турецького-3. Нове призначення (фільм «Куля для повпреда») — Всеволод Григорович
- 2002 — Тайга. Курс виживання — Борис
- 2002 — Чоловіча робота 2 — «Гюрза», Руслан Агоєва
- 2001 — Марш Турецького 2 — «Кріт», Олексій Кротов
- 2001 — Чоловіча робота — «Гюрза», Руслан Агоєва
- 2001 — Чорна кімната — Макс
- 2001 — Шатун — «Пиріжок» (Саша Пирогов)
- 2000 — Далекобійники — Салман (серія «Кіно»)
- 1999 — Д. Д. Д. Досьє детектива Дубровського — Родіон, син Китаєва

## Факти
- Кандидат в майстри спорту з боксу.
- За словами актора, до того, як потрапив в кіно, працював тренером по боротьбі.
- Брав участь в концерті «Своя колія 2003», присвяченому дню народження Володимира Висоцького і виконував пісню «В темряві».
- Майстер чорного поясу другого дана Кіокушин Будокан Карате.